# Vulcanica gentilis
Vulcanica gentilis là một loài bướm đêm trong họ Noctuidae.